# Entedon nomizonis
Entedon nomizonis är en stekelart som beskrevs av Kamijo 1988. Entedon nomizonis ingår i släktet Entedon och familjen finglanssteklar. Inga underarter finns listade i Catalogue of Life.